# Kalanchoe sexangularis
Kalanchoe sexangularis és una espècie de planta suculenta del gènere Kalanchoe, de la família de les Crassulaceae.

## Descripció
És una planta perenne, poc suculenta, completament glabra, de 0,2 a 1 m d'alçada.
La tija, una o poques, d'una base llenyosa, senzilla, erecta, terete o d'entre 2 a 6 angles, vermellosa.
Les fulles són clarament peciolades, carnoses, de color verd a vermellós, pecíol de 4 a 45 mm, canaliculades, no amplexicaules a les fulles inferiors, però clarament a les fulles superiors; làmina àmpliament el·líptica, oblonga o ovada, de color verd a vermell robí profund, de 5 a 13 cm de llarg i de 3 a 8 cm d'ample, punta arrodonida o obtusa, base cordada a les fulles inferiors, cuneada a les fulles superiors, marges molt crenats o ondulats-crenats, de vegades amb 1 a 4 lòbuls dentats obtusos.
Les inflorescències en panícules laxades amb capçal pla de 30 cm, pedicels de 2 a 7 mm.
Les flors són erectes, de color verd groc a groc brillant; calze verd; tub 0,5 a 2 mm; sèpals triangulars, aguts, d'1,5 a 2,2 mm de llarg i d'uns 1,2 mm d'ample; tub de corol·la de 4 angles-cilíndric a gairebé piramidal, ampliat en la meitat inferior, de 8 a 13 mm; pètals àmpliament ovats a subcirculars, atenuats o arrodonits a la punta, de 2 a 4 mm de llarg i d'1,5 a 3 mm d'ample.

## Distribució
Planta endèmica de Zimbàbwe, Moçambic, Sud-àfrica i Swatzilàndia. Creix als vessants rocosos a l'ombra o semisombra d'arbres o arbustos a les zones arbustives.

## Taxonomia
Kalanchoe sexangularis va ser descrita per Nicholas Edward Brown (N.E.Br.) i publicada al Bulletin of Miscellaneous Information, Royal Gardens, Kew. 1913(3): 120. 1913.

#### Etimologia
Kalanchoe: nom genèric que deriva de la paraula cantonesa "Kalan Chauhuy", 伽藍菜 que significa 'allò que cau i creix'.
sexangularis: epítet llatí que significa 'sis angles', en referència a la tija cantelluda.

#### Sinonímia
- Kalanchoe hexangularis  hort. (s.a.)
- Kalanchoe mocambicana  hort. (s.a.)
- Kalanchoe rogersii  Hamet (1915)
- Kalanchoe vatrinii  Hamet (1916)
- Kalanchoe mossambicana  Resende ex Resende & Sobradinho (1952)
- Kalanchoe rubinea  Tölken (1978)
- Kalanchoe vatrinii var. intermedia  R.Fernandes (1980) / Kalanchoe sexangularis var. intermedia  (R.Fernandes) R.Fernandes (1982)
- Kalanchoe longiflora var. coccinea  Marnier-Lapostolle (1954) (nom.inval. Art. 36.1)